# Perfume (canción)
«Perfume» es una balada electropop interpretada por la cantante estadounidense Britney Spears e incluida en su octavo álbum de estudio, Britney Jean (2013). Spears la compuso con la cantautora australiana Sia, con composición posterior del británico Chris Braide, quien además la produjo con créditos adicionales de will.i.am y Keith Harris. La cantante la estrenó el 3 de noviembre de 2013 en Facebook como segundo y último sencillo del álbum, después de «Work Bitch», tras catalogarla como su canción favorita de Britney Jean y como producto de su inseguridad y vulnerabilidad tras el quiebre de su relación con Jason Trawick. En respuesta, los críticos elogiaron su desempeño vocal y su desviación de la música EDM de la cantante y la industria.
Como parte de su promoción, Spears rodó un video musical bajo la dirección de Joseph Kahn, con quien anteriormente trabajó en los videoclips de «Stronger» (2000), «Toxic» (2004) y «Womanizer» (2008). En el mismo año, la incluyó en el repertorio de su residencia de conciertos en Las Vegas, Britney: Piece of Me, donde la presentó hasta principios de 2016. Tras su publicación, «Perfume» debutó en el puesto 76 de la principal lista de Estados Unidos, la Billboard Hot 100.

## Antecedentes y publicación
El 11 de julio de 2013, Spears tuiteó que acababa de escribir una canción «muy especial» con la «hermosa y talentosa» cantante australiana Sia, quien anteriormente había trabajado con artistas como Rihanna, David Guetta, Christina Aguilera y Beyoncé, y quien posteriormente llamó «excepcional» la interpretación de Spears. Luego, el 17 de septiembre de 2013, en medio de la confirmación de su residencia de conciertos en Las Vegas Britney: Piece of Me (2013 – 2017), la cantante adelantó que el 3 de diciembre de 2013 publicaría su octavo álbum de estudio y reveló el título de la canción cuando se le preguntó por su favorita: «Durante este álbum terminé con Jason [Trawick], pasé por eso y escribí mucho al respecto. [...] Me encanta la canción "Perfume", es realmente hermosa. Me gusta mucho, es una balada».
Su representante Larry Rudolph además anticipó: «Es una canción de ruptura que trata de querer que la próxima chica [de tu ex] después huela tu perfume en el chico. La letra es realmente única y ella lo canta todo. Creo que todos estarán realmente impresionados. No sé si será el segundo o tercer sencillo, pero definitivamente será sencillo». Finalmente, el 25 del mes siguiente, la cantante publicó una carta para sus fanes al anunciar la portada y título del álbum, Britney Jean, y «Perfume» como su segundo sencillo, el que estaría disponible a partir del 5 de noviembre de 2013 con la preventa del álbum. A través de la carta, expresó: «He pasado por mucho en los últimos años y eso realmente me ha inspirado a profundizar y escribir canciones con las que creo que todos pueden relacionarse. Trabajar con personas como Sia, William Orbit y, por supuesto, will.i.am, ha sido una experiencia increíble. Han escuchado todas mis ideas y me han ayudado a darles vida».
Por su parte, el tercer compositor y además productor de la balada, Chris Braide, británico reconocido por su trabajo con Lana Del Rey, declaró: «Cuando estaba produciendo su voz, me resultó obvio por qué sigue siendo una de las mejores estrellas pop de la historia. Sin lugar a dudas, Britney, icónica sin esfuerzo», mientras que Spears sostuvo: «"Perfume" es increíblemente especial para mí porque me toca de cerca y creo que la historia se puede relacionar con cualquiera. Todos han pasado por un momento de inseguridad en una relación que los dejó vulnerables y creo que esta canción captura eso».
El 1 de noviembre de 2013, la cantante compartió en Snapchat la portada del sencillo y frases del estribillo, las cuales publicó con cuatro imágenes: en la primera, la frase "¿Has estado pensando en ella o en mí?" estaba escrita con labial rojo en el espejo de un baño; en la segunda, una imagen de su perfume Fantasy acompañó la frase “Y mientras espero, me pongo mi perfume”; en la tercera, un teléfono tenía la frase “Así que espero que llames”; y en la última, un diario de vida contenía la nota “E intento actuar racional”. Dos días después, la subió en Facebook con el mensaje «Esto es como compartir un pedazo de mi corazón» y al día siguiente la publicó en iTunes y YouTube, donde recibiría más de 4,7 millones de reproducciones y donde el 19 del mismo mes además publicaría un video con la letra, el que contaría con más de 5,3 millones de visualizaciones. En las pistas adicionales del álbum además se incluyó una versión más acústica llamada «The Dreaming Mix» y producida únicamente por Braide, tal y como anticipó el productor Dr. Luke, quien también la catalogó como su canción favorita de Britney Jean y quien reveló que esta última correspondía a la versión original, la cual era «menos producida», y que la versión principal, la que adicionó producción de will.i.am y Keith Harris, se escogió como tal por ser más «amigable para la radio». Posteriormente, un demo acústico interpretado por Sia se filtró en Internet.

## Comentarios de la crítica
«Perfume» recibió comentarios positivos de los críticos, quienes elogiaron el desempeño vocal de Spears, citaron la desviación en sonido de su predecesor EDM «Work Bitch» y la catalogaron como una de las mejores canciones compuestas por Sia para otro artista. Marc Hogan de Spin escribió que una Spears celosa transmite el tipo de vulnerabilidad emocional que no es evidente en canciones como «If U Seek Amy» (2008) y «3» (2009), y especificó que seguía siendo el tipo de electropop ingeniosamente diseñado que no reformaría el top 40 de la radio, Melinda Newman de HitFix señaló que era la mejor canción que había hecho en años, Jason Lipshutz de Billboard sostuvo que le permitió descartar momentáneamente la confianza exterior de «Work Bitch» y expresar la vulnerabilidad de los sentimientos «paranoicos» sobre su enamorado, y Robbie Daw de Idolator escribió: «Mientras que casi todas las divas del pop giran en torno a los sonidos y garabatos EDM, dejen que Britney Spears nos entregue una balada. [...] "Perfume" al menos se siente como una contra programación al mirar las listas de éxitos de baile en estos días».
| «Los fans de Britney han tenido que lidiar con las mismas críticas aburridas desde 1998: "Britney no puede cantar". ¿Es Céline Dion? No, no lo es, pero sí puede cantar: "Perfume" es la evidencia y el argumento que tanto han necesitado los fans durante años. Es una canción absolutamente hermosa. Y aunque es posible que Britney nunca publique una balada tan devastadora y cruda como "Everytime" de In the Zone (¿qué podría igualar la angustia de un primer amor perdido?), esta es sin duda una de las mejores baladas y más maduras que ha hecho.» — Extracto de la reseña de Bradley Stern de MuuMuse. |

Por otro lado, Kevin Apaza de Directlyrics señaló que podía sentir la sinceridad de la cantante en su interpretación «hermosa y apasionada», PopJustice elogió la melodía, el tempo, la letra y la interpretación, Katie Atkinson de Entertainment Weekly citó los trece perfumes lanzados por Spears hasta entonces y consideró que es «una balada angustiosa en la vena» de «Don't Let Me Be the Last to Know» (2000) y «Everytime» (2003), y Joe Wilde de Contactmusic la consideró como «una publicación mucho más delicada» que su antecesor y como una reminiscencia de sus baladas más exitosas, como «Lucky» (2000).
A su vez, Mikael Wood de Los Angeles Times especificó: «Spears se pone inesperadamente suave; está suplicando, no mandando. Y eso devuelve a la estrella a la atractiva y complicada zona de clásicos fuertes y no fuertes, como "Everytime" y "Piece of Me"», Jim Farber de New York Daily News la catalogó como una apuesta arriesgada después de «Work Bitch», llamó a su melodía «grandilocuente» y señaló que «la cuidadosa producción le da a la voz de Britney una parte de la textura de Gwen Stefani», mientras que Tarun Mazumdar de International Business Times escribió que era como «respirar aire fresco» de esos «molestos ritmos electro y dubstep demasiado elaborado», que sería «memorable» dado que la cantante no había publicado una balada como sencillo en mucho tiempo y especificó: «El punto culminante es la encantadora voz de Brintey Spears. La fascinante interpretación se complementa fantásticamente con un piano orquestal y suaves ritmos electrónicos. En "Perfume", se puede ver a la Britney joven, la Britney que extrañamos todo este tiempo».
En 2016, Nolan Feeney de Time la catalogó como la segunda mejor canción compuesta por Sia para otro artista en una reseña donde señaló que era lo más humano que Spears había sonado en mucho tiempo, mientras que Perrie Samotin de StyleCaster la enlistó como la quinta y Josh Terry de Chicago Tribune como la séptima, y Michelle de Lavallee AXS la catalogó como la novena mejor canción de la cantante.

## Video musical

### Rodaje y estreno
La cantante rodó el video musical bajo la dirección de Joseph Kahn, quien anteriormente dirigió sus elogiados clips de «Stronger» (2000), «Toxic» (2004) y «Womanizer» (2008). Sobre la elección de Khan, se declaró «muy contenta» de trabajar con él y especificó: «Hemos tenido mucho éxito juntos y no hay nadie en quien confíe más con esta canción súper personal». entre los días 19 y 21 de noviembre de 2013 

El 5 de diciembre de 2013, publicó un adelanto de 36 segundos en YouTube, mientras que dos días después, subió un segundo adelanto en Instagram y a los tres días lo estrenó en Vevo, donde recibió más de 35 millones de reproducciones hasta fines de 2018. El video además contó con publicidad por emplazamiento de un iPhone 5S y del perfume Fantasy de la propia cantante.

### Sinopsis
El video comienza con varias tomas de la cantante y su novio, incluyendo escenas en una avenida y en el tejado de un motel mientras beben cerveza, así como también mientras se bañan en una piscina, descansan semidesnudos en una cama y se abrazan en el atardecer de un desierto, y cuando Spears le regala un anillo que acaba de hacer con un clavo torcido. Al finalizar la primera parte, la cantante aparece en ropa interior en un baño, poniéndose perfume y mirándose al espejo mientras su novio duerme, cuando ve que el teléfono de él recibe el mensaje de una chica llamada Cindy donde le escribe «Pensando en ti». Las escenas siguientes muestran cuando el protagonista se junta de noche con Cindy en una bencinera en el desierto, mientras la cantante los observa a lo lejos desde una camioneta en la que luego se marcha al motel. Las secuencias que continúan muestran cómo su enamorado hace con Cindy las mismas cosas que hacía con ella, mientras Spears canta sola en la habitación. El final muestra cuando el protagonista toma el anillo, mira por la ventana y recuerda a la cantante, mientras Cindy lo abraza.

### Versión original
El 5 de diciembre de 2013, Kahn tuiteó que la versión final del video es «extremadamente diferente» a la edición original y especificó: «No me malinterpreten. Creo que el corte oficial sigue siendo genial. [Pero] Me encanta mi edición original», mientras que cinco días después tuiteó: «La actuación de Britney es increíble. Una verdadera artista. Cambia el juego», tras lo cual un fan publicó en Twitter un enlace a una petición que instaba a RCA Records a publicar la versión original, denominada «corte del director», con el objetivo de llegar a mil firmas; solicitud que Khan aprobó al re-tuitearla. Tras la publicación del video, el director tuiteó que la versión original dura un minuto más y tiene un final muy impactante, y lo llamó «Breaking Badney». En una entrevista con VideoStatic, Khan mencionó nuevamente el corte del director al declarar:

«Apesta, especialmente porque mi corte del director es un video completamente diferente. A la edición publicada le falta la mitad de la historia y toda la estructura editorial. [...] Supongo que aún así a la gente le gusta el video por el aspecto crudo, que se siente diferente, y el giro de la segunda chica en el segundo acto. Una narración en dos partes idénticas es todavía una idea sólida incluso en forma comprometida. Pero es un reflejo tan tenue de la narrativa real con una ejecución rota y mucho menos ambición. Si les gustó la versión débil, apuesto a que les encantaría la versión fuerte. Nadie sabe lo que se están perdiendo y se están perdiendo de mucho».

El 22 de julio de 2014, se filtró el concepto original del video, donde la cantante interpreta a una sicaria que mata a un grupo de personas en un automóvil y que comienza cuando conoce a un chico del que se enamora. Su siguiente víctima resulta ser su enamorado. Cuando van a reunirse en su lugar favorito, Spears no está allí, sino que está al otro lado de la calle con un rifle apuntándolo. Ella mira por el visor y ve al hombre que sostiene un anillo que hizo para ella. Spears aborta la misión y abandona la ciudad porque sabe que la matarán por no cumplir con la misión. Britney es encontrada escondida en un hotel por otros asesinos que la golpean y la atan a una silla. El tiempo pasa y el chico comienza a salir con otra chica, con la que se casa y tiene un bebé, aunque siempre piensa en Spears. Luego, se la ve en el piso de su habitación del hotel, apenas viva, mientras su cuerpo lentamente se convierte en cenizas. La escena final la muestra besándose con su enamorado en una puesta de sol. Kahn confirmó en Twitter la autenticidad del concepto original, excepto el final, el que decidió cambiar para la filmación.

### Recepción
Rachel McRady de Us Weekly señaló que «es un poco más simplificado que los fantásticos videos icónicos de Brit como "Oops!... I Did It Again" y su nuevo éxito bailable "Work Bitch"», mientras que Chris Payne de Billboard elogió al director por mantenerse fiel al contenido lírico y tejer una historia de celos y un anillo de compromiso desafortunado, y escribió: «Es un video que capta los máximos de una relación apasionada, pero también muchos de los mínimos, que lo definen al final». Por otro lado, Jocelyn Vena de MTV sostuvo que probablemente es uno de los videos más teatrales de Spears en años y Gregory E. Miller de New York Post criticó la publicidad por emplazamiento del perfume de la propia Spears al escribir: «No sería tan descarada como para poner publicidad por emplazamiento [de sus perfumes] en EL video para una canción llamada "Perfume". ¿Lo haría? Oh, sí, lo haría».

## Presentaciones

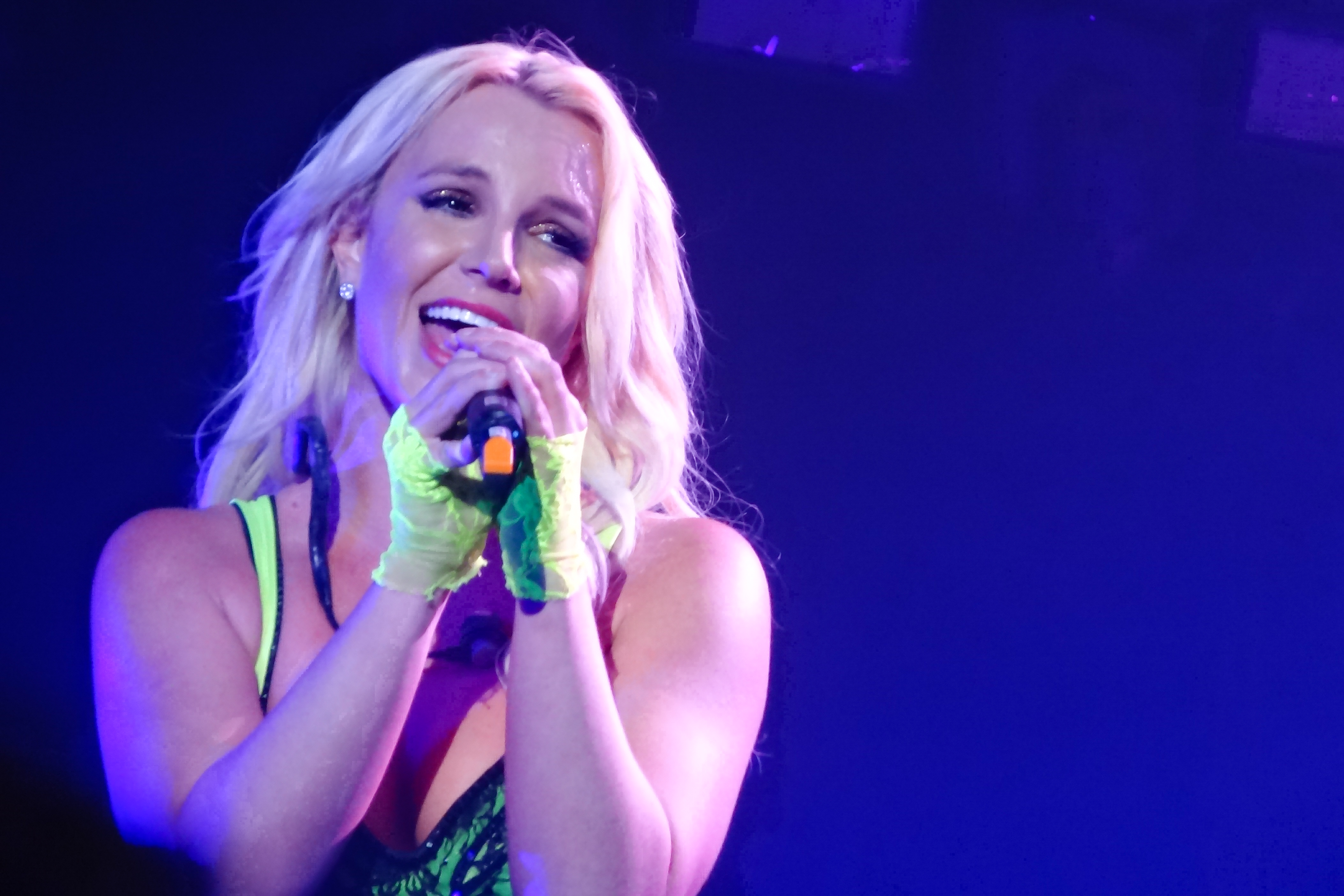
Spears interpretando «Perfume» en su residencia Britney: Piece of Me (2013 - 2017).

Spears interpretó la balada en su residencia de conciertos en Las Vegas, Britney: Piece of Me, desde que comenzó el 27 de diciembre de 2013 y hasta el 3 de enero de 2016, cuando la removió del repertorio como parte de la renovación del espectáculo. Durante la presentación, vestía un body negro con decoraciones de colores, tomaba un micrófono y cantaba la balada completamente sola en el escenario. El resultado fue cuestionado por críticos como Keith Caulfield de Billboard, quien comentó: «parece que se trata de una presentación que podría cambiarse fácilmente por otra cosa en una fecha posterior», luego de que en el documental I Am Britney Jean: Britney Spears' Road to Las Vegas de E!, la cantante y su equipo anticiparan que el repertorio podría cambiar con el tiempo; mientras que Sophie Schillaci de MTV explicó que Spears ofrecía una interpretación «sincera», pero señaló que «sin el baile o la pirotecnia para distraer, estaba claro que el sonido no era diferente de la versión original del álbum», refiriéndose al uso de sincronía de labios.
Durante algunas fechas de 2014 y tras el término de su relación con David Lucado, la cantante reemplazó «Perfume» por «Alien», cuya presentación también recibió críticas por el uso de sincronía de labios. En agosto de 2014, los medios además especularon que Spears estaba más sincronizada con las voces de Sia que con las de ella durante la actuación, lo que fue negado por los representantes de la cantante.

## Desempeño comercial
En Estados Unidos, «Perfume» debutó en la posición setenta y seis de la Billboard Hot 100, donde permaneció por una única semana según la edición del 13 de noviembre de 2013 de Billboard, en la número veintiocho de la lista Digital Songs y en la treinta y siete de la Pop Songs, donde alcanzó el número veintidós semanas después; mientras que en Canadá debutó en el puesto setenta de la lista Canadian Hot 100. En Europa, registró su principal logro en España, donde debutó en el décimo tercer puesto, aunque salió de la lista española a la semana siguiente, mientras que en Francia e Irlanda debutó en los puestos treinta y cuatro y treinta y seis, respectivamente, aunque no consiguió figurar entre los cuarenta primeros lugares en Alemania, Austria, Bélgica, los Países Bajos y Suiza, y no apareció en lo absoluto en las listas más importantes de países como Dinamarca, Italia, Finlandia, Noruega, el Reino Unido y Suecia. Acontecimiento similar ocurrió en Oceanía, donde tampoco figuró en las listas de Australia y Nueva Zelanda.

## Formatos
| Descarga digital |           |          |  |
| N.º              | Título    | Duración |  |
| 1.               | «Perfume» | 3:59     |  |

## Créditos
- Britney Spears: voz principal y composición
- Sia: Composición y voz de apoyo
- Chris Braide: Composición y producción

## Posicionamiento en listas

### Listas semanales
| América del Norte |                   |     |
| Canadá            | Canadian Hot 100  | 70  |
| Estados Unidos    | Billboard Hot 100 | 76  |
| Estados Unidos    | Digital Songs     | 28  |
| Estados Unidos    | Pop Songs         | 22  |
| Asia              |                   |     |
| Corea del Sur     | Top 200 canciones | 11  |
| Europa            |                   |     |
| Alemania          | Top 100 canciones | 78  |
| Austria           | Top 75 canciones  | 69  |
| Bélgica (Flandes) | Top 100 canciones | 11  |
| Bélgica (Valonia) | Top 50 canciones  | 41  |
| España            | Top 50 canciones  | 13  |
| Francia           | Top 100 canciones | 34  |
| Irlanda           | Top 100 canciones | 36  |
| Países Bajos      | Top 100 canciones | 100 |
| Suiza             | Top 75 canciones  | 74  |
| Oceanía           |                   |     |
| Australia         | Top 100 canciones | 61  |
| Oriente           |                   |     |
| Líbano            | Top 20 canciones  | 9   |